# Форт Сан-Мігель
Форт Сан-Мігель (англ. Fort San Miguel, ісп. Fuerte de San Miguel de Nutca) — іспанська фортифікаційна споруда у Юкоті (раніше — Френдлі-Коув) на острові Нутка, трохи західніше від північної частини острова Ванкувер. Він захищав іспанське поселення Санта-Крус-де-Нука, першу колонію на території сучасної Британської Колумбії.

## Історія
Форт вперше зведений Естебаном Хосе Мартінесом у 1789 році, але вже в жовтні того ж року його демонтовано. У 1790 році, після повернення іспанців на Нутка-Саунд під керівництвом Франсіско де Еліси, форт перебудували та розширили. По суті, форт являв собою артилерійську батарею для оборони гавані та будівель. Іспанське поселення, відоме як Санта-Крус-де-Нука, стало першою колонією на території сучасної Британської Колумбії.
Форт розташовувався неподалік від оселі Маквінни, вождя групи мовачат, які нині входять до об'єднаного уряду Перших націй мовачат/мучалахат із центром у Голд-Ривер на острові Ванкувер.
15 травня 1789 року Мартінес обрав місце для фортифікації біля входу до Френдлі-Коув на острові Гоґ. Роботи просувалися швидко, і вже 26 травня вдалося встановити артилерію, а згодом звести казарми та пороховий склад. 24 червня 1789 року з нового форту та іспанських кораблів дано салют — акт, який Мартінес вважав офіційним проголошенням володіння гаванню Нутка. 4 липня американські судна та їхні капітани Ґрей і Кендрик, які прибули до гавані за сім місяців до Мартінеса, також влаштували салют і феєрверки на честь своєї нещодавно здобутої незалежности від Британії; їм відповів салют з іспанського форту.
29 липня 1789 року надійшли нові накази від віцекороля Флореса, що вимагали від Мартінеса залишити пост і повернутися до Сан-Блас. Артилерію з форту перевантажено назад на корабель «Принцеса», і 30 жовтня 1789 року Мартінес залишив Френдлі-Коув. Форт демонтовано, але, передбачаючи можливе повернення, Мартінес закопав ящики з цеглою та вапном.
Форт відбудований через рік, у 1790 році, Педро де Альберні, старшим капітаном іспанської армії, який служив іспанській короні у складі Першої вільної роти добровольців Каталонії разом із 80 іншими солдатами. Вони прибули на Нутка разом з експедицією Франсіско де Еліси. Після прибуття Еліса створив три лінії оборони: фрегат «Консепсьйон» водотоннажністю 300 тонн, солдатів Альберні на суші та на борту фрегата, а також відновлену батарею на острові Сан-Мігель. Будівництво батареї було складним завданням, оскільки острів був кам'янистим, високим, але малим за площею. Для встановлення гармат довелося будувати спеціальні амбразури. Щоб встановити вісім великих гармат, знадобилося чотири дні. Пізніше додатково встановили ще шість менших гармат. Батарея не мала достатньо місця для решти восьми великих гармат, які привіз Еліса, тож їх залишили на зберігання на суші.
Іспанські солдати залишили форт у 1792 році. У 1795 році форт остаточно покинуто відповідно до умов третьої Нуткської конвенції. До приходу іспанців це місце було літнім поселенням мовачат Юкот. Після відходу іспанців поселення знову зайняли мовачат під проводом вождя Маквінни. Рештки іспанського посту, включно з його садом, залишалися видимими ще на початку XIX століття, коли англійський браннець Джон Р. Джуїтт жив там у 1803—1805 роках.